# Emilia Tennyson
Emilia Tennyson (1811-1887), conhecida na sua família por Emily, era a irmã mais nova de Alfred Tennyson e a noiva de Arthur Hallam, fonte de inspiração para Tennyson no seu grande poema, In Memoriam A.H.H.. Emilia conheceu Hallam através do seu irmão Alfred, seu colega universitário, mas nunca chegariam a casar, pois Hallam morreu subitamente em 1833, enquanto viajava pelo estrangeiro.  Mais tarde casaria com Richard Jesse, e baptizaria o seu filho primogénito com os nomes próprios, Arthur Henry Hallam.